# Kanton La Motte-Servolex
Kanton La Motte-Servolex is een kanton van het Franse departement Savoie. Het kanton maakt deel uit van het arrondissement Chambéry.

## Geschiedenis
Op 22 maart 2015 werd het aangrenzende kanton kanton Aix-les-Bains-Sud opgeheven waarvan de gemeenten Drumettaz-Clarafond, Méry, Viviers-du-Lac en Voglans werden opgenomen in het kanton La Motte-Servolex.

## Gemeenten
Het kanton La Motte-Servolex omvat de volgende gemeenten:
- Bourdeau
- Drumettaz-Clarafond
- Le Bourget-du-Lac
- La Chapelle-du-Mont-du-Chat
- La Motte-Servolex (hoofdplaats)
- Méry
- Viviers-du-Lac
- Voglans